# Cyclische groep

In de groepentheorie, een deelgebied van de wiskunde, is een cyclische groep een groep die door een enkel element kan worden voortgebracht. Dat element wordt de voortbrenger van de groep genoemd. Dat houdt in dat bij een multiplicatieve schrijfwijze, ieder element van de groep een macht is van de voortbrenger. Wanneer de notatie additief is, is ieder element een veelvoud van de voortbrenger. De cyclische groepen zijn commutatief, in vergelijking met andere groepen eenvoudig in hun beschrijving en volledig geclassificeerd.
Het gaat wanneer groepen als cyclische groep worden aangemerkt meestal om eindige cyclische groepen.

## Definitie
Een groep {\displaystyle (G,*)} wordt cyclisch genoemd als er een element {\displaystyle g\in G} is zodanig dat 
{\displaystyle G=\{g^{n}\mid n\in \mathbb {Z} \}}
Daarin is
{\displaystyle g^{n}=\underbrace {g*g*\ldots *g} _{n{\text{ keer}}}}
Aangezien een groep die door een element in die groep wordt voortgebracht, een ondergroep van die groep is, volstaat het te laten zien dat er een element {\displaystyle g\in G} bestaat zodanig dat {\displaystyle G} zelf de enige ondergroep is waar {\displaystyle g} element van is.
Voor elk positief geheel getal {\displaystyle n} is er precies één cyclische groep (tot op isomorfisme) waarvan de orde {\displaystyle n} is, en is er precies één oneindige cyclische groep (de gehele getallen onder optelling). Vandaar dat de cyclische groepen de eenvoudigste groepen zijn en zij ook volledig zijn geclassificeerd. 

## Voorbeelden
- De groep van rotaties van een regelmatige veelhoek vormen een cyclische groep. Een dergelijke cyclische groep is dus een rotatiegroep. Bijvoorbeeld zijn er vijf rotaties, waaronder de identiteit, die de regelmatige vijfhoek op zichzelf afbeelden.

- Als {\displaystyle G=\{g^{0}=e,g^{1}=g,g^{2},g^{3},g^{4},g^{5}\}} een groep is van zes elementen, dan is {\displaystyle g^{6}=e} en is {\displaystyle G} cyclisch. Voor {\displaystyle g} kan de 6-e complexe eenheidswortel {\displaystyle z} worden genomen. De zes machten van {\displaystyle z} vormen een cyclische groep onder de vermenigvuldiging. {\displaystyle z} is een primitief element, maar {\displaystyle z^{2}} is dit niet, omdat de oneven machten van {\displaystyle z} geen macht van {\displaystyle z^{2}} zijn.

- De cyclische groep {\displaystyle C_{n}} is een ondergroep van de dihedrale groep Dn.

- Een cyclische groep kan met de factorgroep {\displaystyle \mathbb {Z} /n\mathbb {Z} } worden aangeven, waarin {\displaystyle n} de orde is, die ook {\displaystyle \infty } kan zijn. Bijvoorbeeld is in {\displaystyle C_{5}}, met {\displaystyle g} als voortbrenger: {\displaystyle g^{3}g^{4}=g^{2}}, terwijl 3 + 4 = 2 in {\displaystyle \mathbb {Z} /5\mathbb {Z} }.

- {\displaystyle G} is qua groepsstructuur hetzelfde als, is isomorf met, de verzameling {\displaystyle \{0,1,2,3,4,5\}}, waarbij optellen met modulair rekenen is gedefinieerd, dus er {\displaystyle {\text{mod}}\ 6} wordt gerekend. Zo correspondeert 1 + 2 = 3 (mod 6) met  {\displaystyle g^{1}g^{2}=g^{3}} en 2 + 5 = 1 (mod 6) met {\displaystyle g^{2}g^{5}=g^{7}=g}. Men kan gebruikmaken van het isomorfisme {\displaystyle \varphi } gedefinieerd door {\displaystyle \varphi (g^{k})=k}.

- Een voorbeeld van een cyclische groep is {\displaystyle C_{10}=(\mathbb {Z} /10\mathbb {Z} ,+)}, die uit de getallen {\displaystyle \{0,1,2,\ldots 9\}} bestaat met als groepsbewerking optellen modulo 10. Deze groep kan worden voortgebracht door het element 3.

```
3 + 3 = 6
6 + 3 = 9
9 + 3 = 12 = 2 mod 10
2 + 3 = 5
5 + 3 = 8
8 + 3 = 11 = 1 mod 10
1 + 3 = 4
4 + 3 = 7
7 + 3 = 0
0 + 3 = 3
```

Zo zijn alle elementen binnen de groep gevormd.
Aangezien de cyclische groepen abels zijn, worden zij vaak additief geschreven en aangeduid door {\displaystyle \mathbb {Z} _{n}}. Deze notatie strookt niet met de notatie in de getaltheorie, omdat dat daar de gebruikelijke notatie voor p-adische getallenringen is van lokalisatie van een priemideaal.
- De cirkelgroep, waarvan het aantal elementen overaftelbaar is, geen cyclische groep. Een cyclische groep heeft namelijk altijd een aftelbaar aantal elementen.

- Verschillende cyclische groepen met hetzelfde aantal elementen zijn isomorf. {\displaystyle \{0,1,2,3\}} met daarbij optellen modulo vier, {\displaystyle \{1,2,3,4\}} met daarbij vermenigvuldigen modulo vijf en {\displaystyle \{i,i,-1,-i\}} met daarbij vermenigvuldigen zijn drie cyclische groepen met vier elementen. Zij zijn isomorf, hebben dezelfde cayley-tabel en komen overeen met {\displaystyle C_{4}}.

- Bij eindige symmetriegroepen in drie dimensies, die in de kristallografie worden gebruikt, wordt voor rotatiegroepen en abstracte cyclische groepen vaak een aparte notatie gebruikt, bijvoorbeeld {\displaystyle C_{n}} en {\displaystyle Z_{n}}.

- De oneindige cyclische groep is isomorf met de additionele groep van de gehele getallen {\displaystyle \mathbb {Z} }.[1]